# Gil Andersen

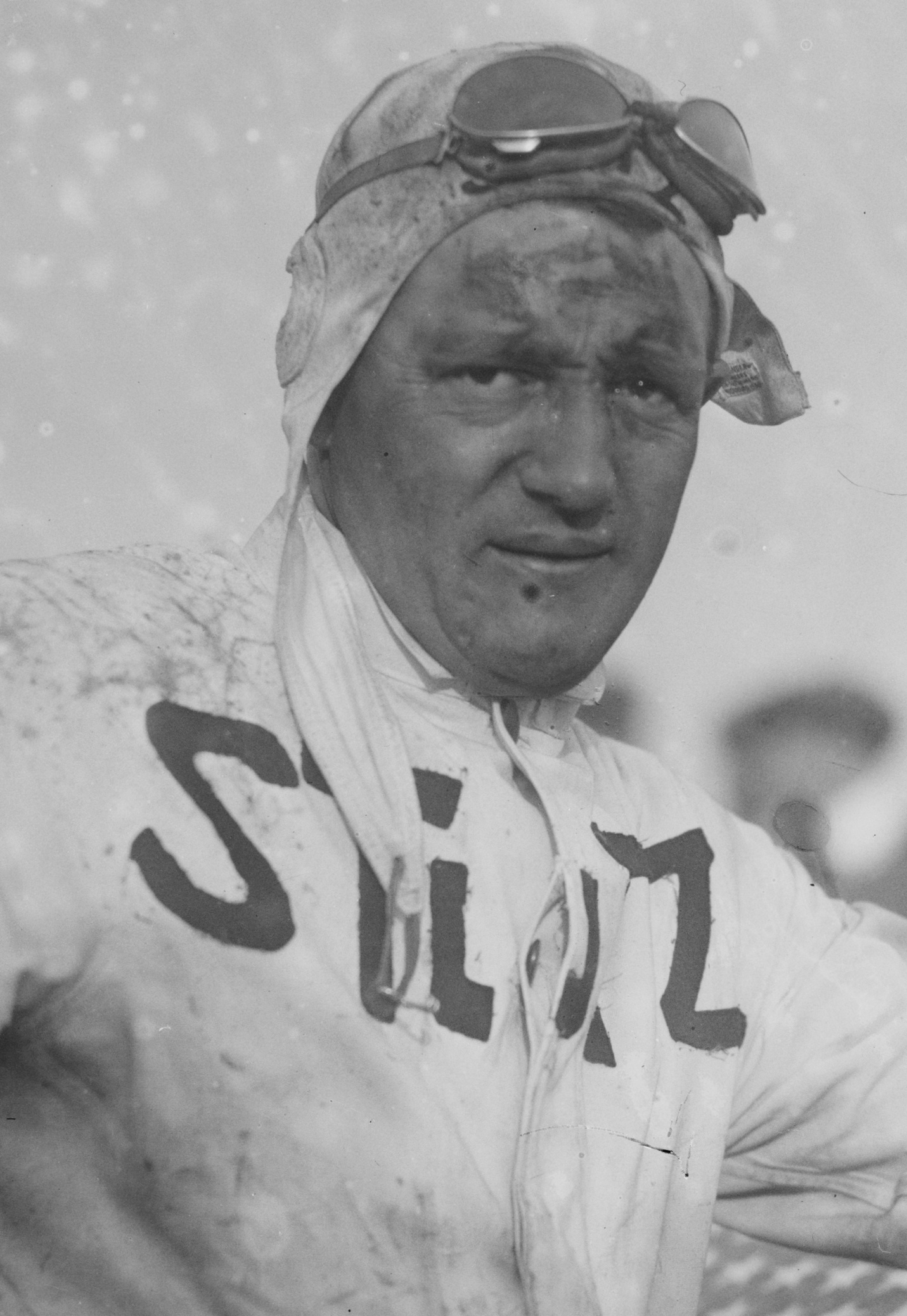
Gil Andersen 1915

Gulbrand „Gil“ Andersen (* 27. September 1879 in Horten; † 26. Juli 1935 in Logansport, Indiana) war ein norwegisch-US-amerikanischer Ingenieur, Automobilrennfahrer und Automobilmanager.

## Autorennen
Anderson wurde in Norwegen geboren und wanderte in die USA aus, deren Staatsbürger er später wurde. Er nahm eine Tätigkeit als Ingenieur an bei der Ideal Motor Company in Indianapolis an, der Herstellerin des Stutz-Automobils (ab 1913 Stutz Motor Car Company). Er gewann 1913 und 1915 den Titel als (US-)amerikanischer Meister.
Für das Stutz Werksteam nahm Andersen an den ersten sechs Austragungen der 500 Meilen von Indianapolis (1911–1916) teil. 1911 war er der einzige ausländische Teilnehmer. Sein bestes Ergebnis erzielte er 1915 (dritter Rang); 1912 war er von der Pole-Position gestartet, 1916 vom dritten Platz in der ersten Reihe. Nur zwei Mal (1911 und 1915) beendete Andersen das Rennen. Drei Mal schied er wegen technischer Defekte aus, einmal nach einem Unfall. 1913 führte er 18 Runden lang, 1915 lag er für 26 in Front.

## Revere
Nach Beendigung seiner Tätigkeit für Stutz gründete Gil Andersen 1917 gemeinsam mit dem Ingenieur und Rennfahrer Tom Mooney und dem Industriellen Adolph Monsen der zuvor unter seinem Namen selbst in kleinem Maßstab Automobile hergestellt hatte, eine eigene Automobilfirma, die Revere Motor Car Corporation in Logansport (Indiana). Monsen war für die die Motoren zuständig, die anfangs von Duesenberg bezogen wurden, und leitete das Unternehmen nach einer Reorganisation ab 1923. Andersen war für das Fahrgestell zuständig. Das Unternehmen produzierte bis 1926 sportliche Luxusfahrzeuge. 1935 verstarb Gil Andersen in Logansport.
Manchmal wird für seinen Namen die Schreibweise Gil Anderson gebraucht. Diese ist nicht korrekt.

## Galerie

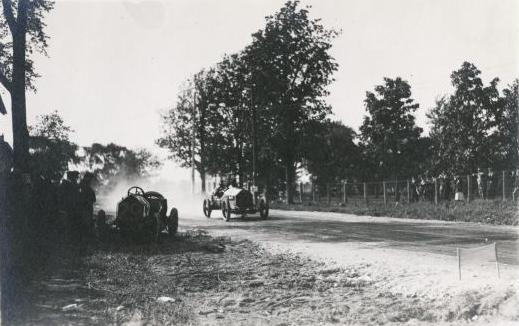
Gil Andersen auf Stutz passiert beim Vanderbilt Cup 1912 einen liegen gebliebenen Fiat (Nr. 29, Teddy Tetzlaff).
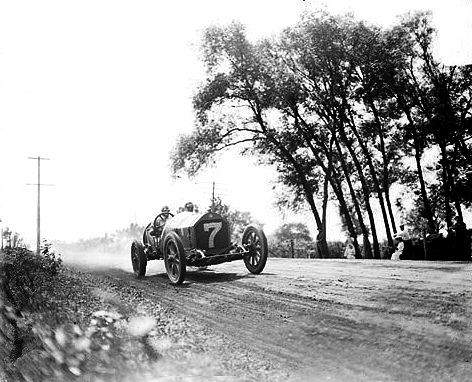
Gil Andersen auf Stutz 1912 bei einem Rennen in Elgin (Illinois)
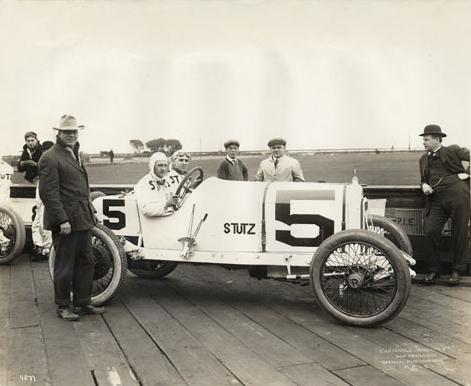
Gil Andersen posiert in seinem Stutz „White-Squadron“-Rennwagen; entweder vor dem American Grand Prize oder dem Vanderbilt Cup in San Francisco (1915)
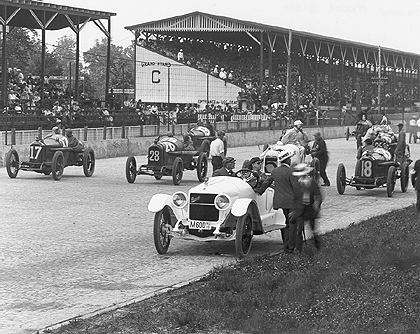
Gil Andersen auf Stutz (Nr. 28) vor dem Start aus der ersten Reihe zu den Indianapolis 500 von 1916. Im Rennen fiel er mit einer gebrochenen Ölleitung aus.